# Cotyledon campanulata
Cotyledon campanulata ist eine Pflanzenart der Gattung Cotyledon in der Familie der Dickblattgewächse (Crassulaceae). Das Artepitheton campanulata stammt aus dem Lateinischen, bedeutet ‚glockenförmig‘ und verweist auf die Form der Blüten.

## Beschreibung
Cotyledon campanulata wächst niederliegend bis aufrecht und erreicht eine Höhe von bis zu 20 Zentimetern. Die Triebe stehen aufrecht bis ausgebreitet. Die behaarten Laubblätter sind kurz gestielt und gelegentlich mit klebrigen Drüsenhaaren besetzt. Die linealische, manchmal auch stielrunde und selten auch lanzettliche Blattspreite wird 4 bis 13 Zentimeter lang und 1 bis 3,5 Zentimeter breit. Die grün bis gelblich-grüne Oberseite ist gefurcht, die Basis keilförmig und die Spitze oft herzförmig ausgebildet mit aufgesetzten Spitzchen und einem welligen, rotbraunen Rand versehen.
Der aufrechte und klebrige Blütenstand wird 15 bis 30 Zentimeter hoch und besteht aus 3 bis 5 Dichasien. Der Blütenstandstiel hat an der Basis einen Durchmesser von 6 Millimetern. Der Blütenstiel wird bis 2 Zentimeter lang. Die dreieckigen Kelchblätter sind 4 Millimeter und die zylindrisch bis urnenförmige Röhre 5 bis 8 Millimeter × 10 bis 11 Millimeter groß. Die Blütenkrone ist gelb gefärbt. Die dreieckig-lanzettlichen Kronzipfel sind ausgebreitet und 17 bis 18 Millimeter lang. Die Staubblätter ragen bis 10 Millimeter heraus. Die abgeflachten Staubbeutel werden 1,5 Millimeter im Durchmesser. Die quer länglichen Nektarschüppchen sind gelblich gefärbt und werden 1 × 2 Millimeter groß.

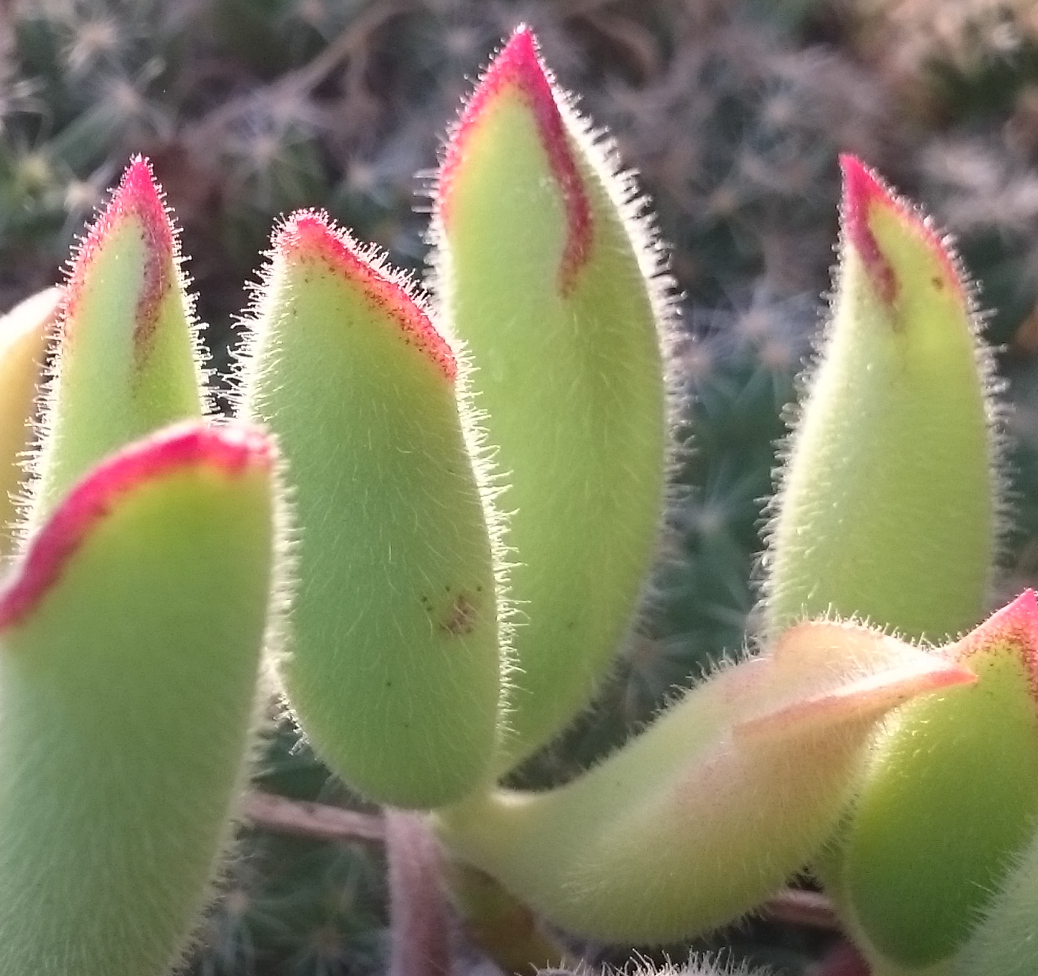
Behaarung der Blätter
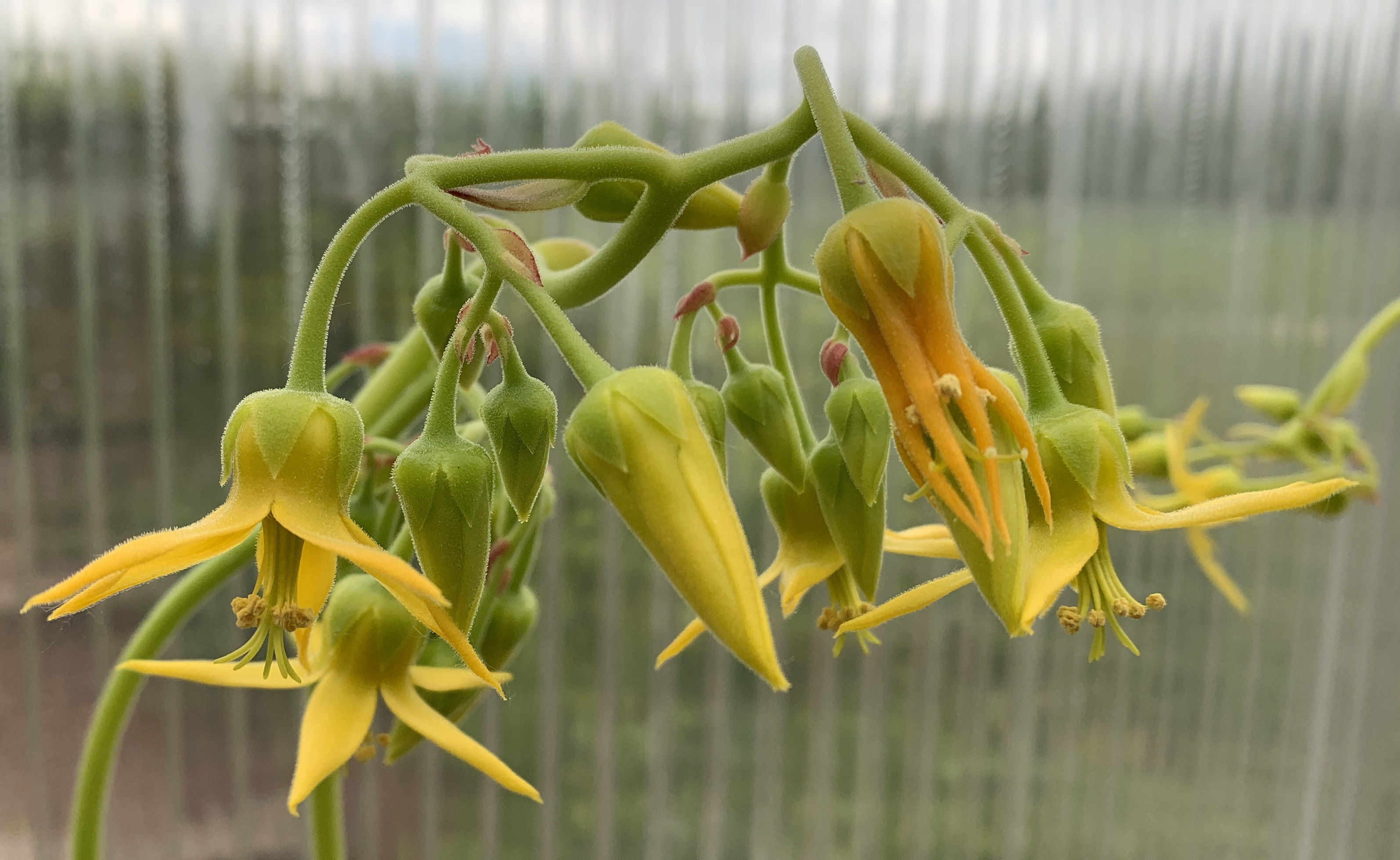
Blütenstand

## Verbreitung und Systematik
Cotyledon campanulata ist in der südafrikanischen Provinz Ostkap in Noorsveld und Valley Bushveld verbreitet.
Die Erstbeschreibung durch Rudolf Marloth wurde 1907 veröffentlicht.
Ein Synonym ist Cotyledon teretifolia Thunberg (1794).
Es sind mehrere Cultivare bekannt:
- ‘Nieuw-Bethesda’, die eiförmig-lanzettlichen Blätter werden 3 × 1,2 Zentimeter groß. Die rinnige Spreite besitzt eine spatelige, zugespitzte und rötliche Spitze; stammt von Nieuw-Bethesda aus der Provinz Ostkap
- ‘Vingers’, bildet ausgebreitete, runde Sträucher und wird bis 14 Zentimeter groß. Die linealisch-elliptischen Blätter werden 7 × 1,7 Zentimeter groß und sind mit kurzen Haaren besetzt. Der grüne Blattrand ist nahe der Spitze wellig und rötlich.

## Nachweise